# Resultados do Carnaval de Florianópolis em 2012
Resultados do Carnaval de Florianópolis em 2012.

## Escolas de samba

### Grupo Especial
| Colocação | Escola                 | Pontos | Ref.  |
| --------- | ---------------------- | ------ | ----- |
| 1º        | União da Ilha da Magia | 267    | [ 1 ] |
| 2º        | Unidos da Coloninha    | 264,2  | [ 1 ] |
| 3º        | Copa Lord              | 263,7  | [ 1 ] |
| 4º        | Protegidos da Princesa | 261,3  | [ 1 ] |
| 5º        | Consulado              | 257,3  | [ 1 ] |

### Grupo de acesso
| Colocação | Escola             | Pontos | Ref.        |
| --------- | ------------------ | ------ | ----------- |
| 1º        | Amigos do Caramuru | 266,6  | [ 2 ] [ 3 ] |
| 2º        | Dascuia            | 258,2  | [ 2 ] [ 3 ] |
| 3º        | Nação Guarani      | 236,6  | [ 2 ] [ 3 ] |
| 4º        | Futsamba Josefense | 222,9  | [ 2 ] [ 3 ] |

## Blocos de enredo
| Colocação | Bloco             | Ref.  |
| --------- | ----------------- | ----- |
| 1º        | Vermelho e Branco | [ 4 ] |
| 2º        | A Nossa Turma     | [ 4 ] |
| 3º        | Amocart           | [ 4 ] |